# Royal Stade de Bruxelles
Royal Stade de Bruxelles was een Belgische voetbalclub uit Brussel. De oude club was bij de KBVB aangesloten met stamnummer 281. In de periode rond de Tweede Wereldoorlog speelde de club als RUS de Laeken enkele seizoenen in de nationale reeksen.

## Geschiedenis
De club werd als Union Sportive de Laeken (US de Laeken) in 1907 opgericht in Laken en startte in de Ligue Belge de Football Association .
In 1923 ging men over naar de KBVB in de Brabantse regionale reeksen. Bij de invoering van de stamnummers in 1926 kreeg men stamnummer 281 toegekend. Bij het 25-jarig bestaan in 1932 werd de club koninklijk en de naam werd RUS de Laeken. De club speelde in blauw en wit.
RUS de Laeken klom op en in 1938 bereikte men voor het eerst de nationale bevorderingsreeksen, in die tijd het derde niveau. Men kon er zich handhaven in de middenmoot van zijn reeks. Door de Tweede Wereldoorlog werden de volgende competitieseizoenen onderbroken of werd er geen officiële competitie ingericht. Vanaf 1941 werd weer officieel competitievoetbal gespeeld en RUS de Laeken bleef in de middenmoot van Bevordering spelen.
In 1946/47, het tweede seizoen na de oorlog, strandde de club echter op een laatste plaats en na zes seizoenen nationaal voetbal degradeerde de club weer naar de provinciale reeksen. RUS de Laeken kon de volgende jaren niet meer terugkeren in het nationaal voetbal.
In 1964 fusioneerde men met een andere Brusselse club, Union Sportive du Centenaire. De clubnaam werd gewijzigd in Royal Stade de Bruxelles en men bleef onder stamnummer 281 verder spelen. In het laatste seizoen werd RUS Laeken nog kampioen in Derde Provinciale F. De club fusioneerde omdat het zijn eigen terrein verloor en bij US Centenaire aanklopte om daar te mogen spelen.
In 1970 ging men uiteindelijk op in Racing Club de Jette, dat aangesloten was bij de KBVB met stamnummer 4549 en actief was in de nationale reeksen. De fusieclub speelde als Racing Jet de Bruxelles verder in de nationale reeksen onder het stamnummer van Jette. Stamnummer 281 werd definitief geschrapt.